# Zdzisław Cackowski
Zdzisław Cackowski (ur. 1 stycznia 1930 w Warząchewce Królewskiej koło Włocławka, zm. 21 czerwca 2016 w Lublinie) – polski filozof, nauczyciel akademicki, profesor nauk filozoficznych, działacz komunistyczny, w latach 1987–1990 rektor Uniwersytetu Marii Curie-Skłodowskiej w Lublinie.

## Życiorys

### Wykształcenie i działalność naukowa
W latach 1946–1950 uczęszczał do szkoły średniej we Włocławku. W latach 1950–1955 odbył studia filozoficzne na Wydziale Filozoficznym Uniwersytetu Łomonosowa w Moskwie, które ukończył pracą dyplomową o pojęciu prawa w filozofii Hegla. Od 1955 wykładał w Instytucie Filozofii Uniwersytetu Marii Curie-Skłodowskiej w Lublinie, gdzie doktoryzował się w 1960 na Wydziale Humanistycznym (rozprawa pt. Treść poznawcza wrażeń zmysłowych. Spór o jakości zmysłowe w filozofii marksistowskiej). Habilitację uzyskał w 1962 roku na podstawie rozprawy pt. Problemy i pseudoproblemy, której recenzentami byli profesorowie Narcyz Łubnicki, Adam Schaff, Władysław Krajewski. Tytuł profesora nadzwyczajnego uzyskał w 1972, a profesora zwyczajnego w 1976.
Na UMCS był m.in. kierownikiem Zakładu Teorii Poznania i Metodologii Nauk oraz Zakładu Filozofii Marksistowskiej. Od 1963 do 1965 pełnił funkcję prodziekana Wydziału Humanistycznego, a od 1970 do 1972 dyrektora Instytutu Nauk Pedagogicznych i Filozoficznych. W latach 1987–1990 sprawował urząd rektora UMCS. Zasiadał w Centralnej Komisji Kwalifikacyjnej ds. Kadr Naukowych przy Prezesie Rady Ministrów (1974–1990) i Centralnej Komisji ds. Stopni Naukowych i Tytułu Naukowego (1993–1996). W latach 80. był również profesorem i kierownikiem Zakładu Teorii Kultury w Instytucie Teorii Kultury i Polityki Kulturalnej Akademii Nauk Społecznych przy KC PZPR. Od 1982 był członkiem Rady Naukowej Instytutu Podstawowych Problemów Marksizmu-Leninizmu.

### Działalność polityczna
Należał do Związku Walki Młodych i Związku Młodzieży Polskiej. Od 1949 do 1950 wchodził w skład zarządu miejskiego ZMP we Włocławku. Od 1950 należał do Polskiej Zjednoczonej Partii Robotniczej. Od 1956 do 1958 oraz od grudnia 1981 do października 1982 sprawował funkcję I sekretarza Komitetu Uczelnianego PZPR na UMCS. Od 1986 do 1990 był członkiem Komitetu Centralnego PZPR. W latach 80. wchodził również w skład Rady Redakcyjnej organu teoretycznego i politycznego KC PZPR Nowe Drogi. W latach 1986–1989 był członkiem Rady Konsultacyjnej przy Przewodniczącym Rady Państwa PRL Wojciechu Jaruzelskim z ramienia PZPR.

## Zainteresowania naukowe
Jego główne zainteresowania badawcze koncentrowały się na zagadnieniach związanych z problemami filozofii, ze szczególnym uwzględnieniem teorii poznania, filozoficznymi podstawami przekonań i poglądu na świat, zagadnieniami materializmu dialektycznego i historycznego.
Był autorem przeszło 400 publikacji naukowych – książek i artykułów opublikowanych w czasopismach specjalistycznych.

## Najważniejsze publikacje
- Treść poznawcza wrażeń zmysłowych (1962);
- Problemy i pseudoproblemy (1964);
- Główne zagadnienia i kierunki filozofii (1966, 6 wydań);
- Główne pojęcia materializmu historycznego (1974);
- Jedność i wielość. Działanie i poznawanie. Wykłady z materializmu dialektycznego (1975);
- Człowiek jako podmiot działania praktycznego i poznawczego (1979);
- Trud i sens ludzkiego życia (1981);
- Ból, lęk, cierpienie (1997);
- Rozum między chaosem a „Dniem Siódmym” porządku (1997);
- Człowiek i świat człowieka. Warstwy „ludzkiego ciała” (2003).

## Odznaczenia i nagrody
- Krzyż Komandorski Orderu Odrodzenia Polski
- Krzyż Oficerski Orderu Odrodzenia Polski
- Krzyż Kawalerski Orderu Odrodzenia Polski
- Złoty Krzyż Zasługi
- Medal Komisji Edukacji Narodowej[1]
- Odznaka tytułu Zasłużony Nauczyciel PRL
- Nagroda "Trybuny Ludu" za upowszechnianie marksizmu-leninizmu i polityki PZPR (1973)[5].
- Nagroda „Trybuny Ludu” (zespołowa) dla organizatorów Młodzieżowego Turnieju Wiedzy Filozoficznej Towarzystwa Krzewienia Kultury Świeckiej (1984)[6]
- Nagroda im. Ludwika Waryńskiego (1987) za pracę "Filozofia marksistowska. Wybrane problemy" (Książka i Wiedza, 1986)[7]